# Gary Condit
Gary Adrian Condit (ur. 21 kwietnia 1948 w Salina) – amerykański polityk, członek Partii Demokratycznej.

## Działalność polityczna
Od 1982 zasiadał w Zgromadzeniu Stanowym Kalifornii. W okresie od 12 sierpnia 1989 do 3 stycznia 1993 przez dwie kadencje był przedstawicielem 15. okręgu, a od 3 stycznia 1993 do 3 stycznia 2003 przez pięć kadencji był przedstawicielem 18. okręgu wyborczego w stanie Kalifornia w Izbie Reprezentantów Stanów Zjednoczonych.